# 4t Festival Internacional de Cinema de Canes
El 4t Festival Internacional de Cinema de Canes es va dur a terme del 3 al 20 d'abril de 1951. L'any anterior no es va celebrar el festival per problemes financers. En 1951 el festival va tenir lloc l'abril en comptes de setembre per evitar la competència directa amb el Festival Internacional de Cinema de Venècia.
En els dos festivals anteriors, el jurat era format totalment per francesos. El Grand Prix du Festival fou atorgat a dues pel·lícules diferents, Fröken Julie d'Alf Sjöberg i Miracolo a Milano de Vittorio De Sica.
El festival va homenatjar Michèle Morgan, Jean Marais i Jean Cocteau amb el premi Victoire du cinéma français.

## Jurat

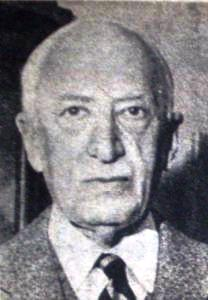
Andre Maurois, president del jurat

Les següents persones foren nomenades com a jurat per a pel·lícules i curtmetratges.
- André Maurois (escriptor) President
- Suzanne Bidault-Borel (polític)
- Louis Chauvet (periodista)
- Evrard de Rouvre
- Guy Desson (diputat)
- Jacques Ibert (compositor)
- Gaby Morlay (actriu)
- Georges Raguis (sindicalista)
- René Jeanne (crític)
- Carlo Rim (director)
- Louis Touchagues
- Paul Vialar (escriptor)

Substituts
- Alexandre Kamenka
- Paul Verneyras (diputat)
- Paul Weill (advocats)

Curtmetratges
- Marcel De Hubsch
- Marcel Ichac
- Fred Orain
- Jean Thevenot (periodista)

## Pel·lícules en competició
Les següents pel·lícules competiren pel Grand Prix:
- All About Eve de Joseph L. Mankiewicz
- Bright Victory de Mark Robson
- The Browning Version d'Anthony Asquith
- Caiçara d'Adolfo Celi
- La Danza del fuego de Daniel Tinayre
- Doña Diabla de Tito Davison
- Kavalier zolotoy zvezdy de Juli Raizman
- Édouard et Caroline de Jacques Becker
- Der Fallende Stern de Harald Braun
- Il Cristo proibito de Curzio Malaparte
- Die Vier im Jeep de Leopold Lindtberg
- La honradez de la cerradura de Luis Escobar
- Los Isleros de Lucas Demare
- Juliette ou La clef des songes de Marcel Carné
- Különös házasság by Márton Keleti
- Teleftaia apostoli de Nikos Tsiforos
- Marihuana de León Klimovsky
- Miracle a Milà (Miracolo a Milano) de Vittorio De Sica
- Spiegel van Holland de Bert Haanstra
- Fröken Julie d'Alf Sjöberg
- Musorgskiy de Grigori Roshal
- Osvobozhdyonnyy kitay de Sergei Geràssimov
- Los olvidados de Luis Buñuel
- Identité judiciaire d'Hervé Bromberger
- Il cammino della speranza de Pietro Germi
- A Place in the Sun de George Stevens
- Balarrasa de José Antonio Nieves Conde
- Rumbo by Ramón Torrado
- Napoli milionaria d'Eduardo De Filippo
- The Sin of Harold Diddlebock sw Preston Sturges
- The Tales of Hoffmann de Michael Powell i Emeric Pressburger
- Die Tödlichen Träume de Paul Martin
- Past de Martin Frič
- Robinson warszawski de Jerzy Zarzycki
- La Virgen gitana de Ramón Torrado
- La Balandra Isabel llegó esta tarde de Carlos Hugo Christensen i Luis Guillermo Villegas Blanco

## Curtmetratges
Les següents pel·lícules competiren pel Grand Prix del curtmetratge:
- Así es Madrid de Joaquín Soriano
- Azerbaidjan Soviètique de F. Kissiliov and M. Dadachev
- Bali, eiland der Goden de N. Drakulić
- Bim dey Albert Lamorisse
- Carnet de plongée de Jacques-Yves Cousteau
- Chasse à courre au Pôle Nord de Nils Rasmussen
- Colette de Yannick Bellon
- Der gelbe Dom d'Eugen Schuhmacher
- Der goldene Brunnen de H. Walter Kolm-Veltee
- Der zee ontrukt de Herman van der Horst
- En Sevilla hay una fiesta de Joaquín Soriano
- Esthonie Soviètique de V. Tomber and I. Guidine
- Ett hörn i norr d'Arne Sucksdorff
- Family Portrait de Humphrey Jennings
- Festival Time de Mohan Dayaram Bhavnani
- French Canada: 1534-1848 de Bernard Devlin
- Histoire d'un Facoun Royal d'István Homoki Nagy
- Homme des oasis de George Regnier
- Inondations d'Al Stark i Morten Parker
- L'Algérie humaine de Jean-Charles Carlus
- L'autre Moisson de René Lucot
- L'Empire d'Alberto Ancillotti
- La tragedia dell'Etna de Domenico Paolella
- La vie due riz de Jinkichi Ohta
- La Voie Est-Ouest de K. Gordon Murray
- Lettonie Soviètique de F. Kissiliov
- Magnetism de John Durst
- New Pioneers de Baruch Dienar
- Notre-Dame de Luxembourg de Florent Antony
- Oton Joupantchitch de France Kosmač
- The Private Life of a Silk Worm de Mohan Dayaram Bhavnani
- Rajasthan N° 1 de Mohan Dayaram Bhavnani
- River of Steel de Peter Sachs
- Schwarze Gesellen de. Walter Hege
- Soutyeska de Pierre Maihrovski
- Suite du de danses Berbères de Serge Debecque
- Turay d'Enrico Gras
- Ukraine en Fleurs de Mikhail Slutsky
- Vertigo d'Eusebio Fernández Ardavín

## Premis

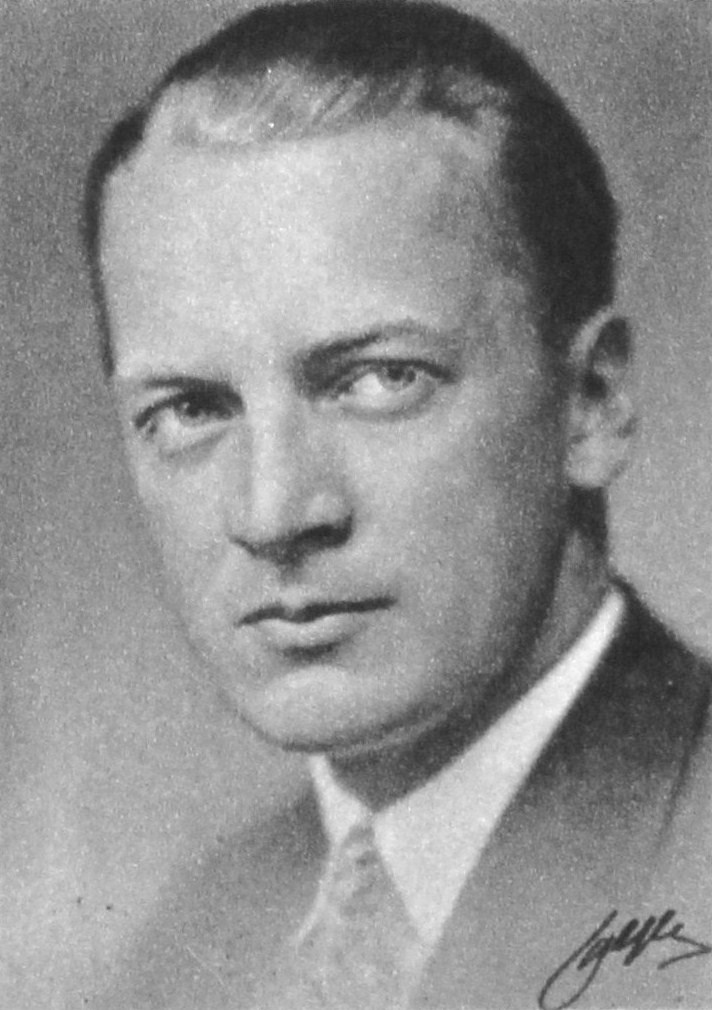
Alf Sjöberg, guanyador del Grand Prix

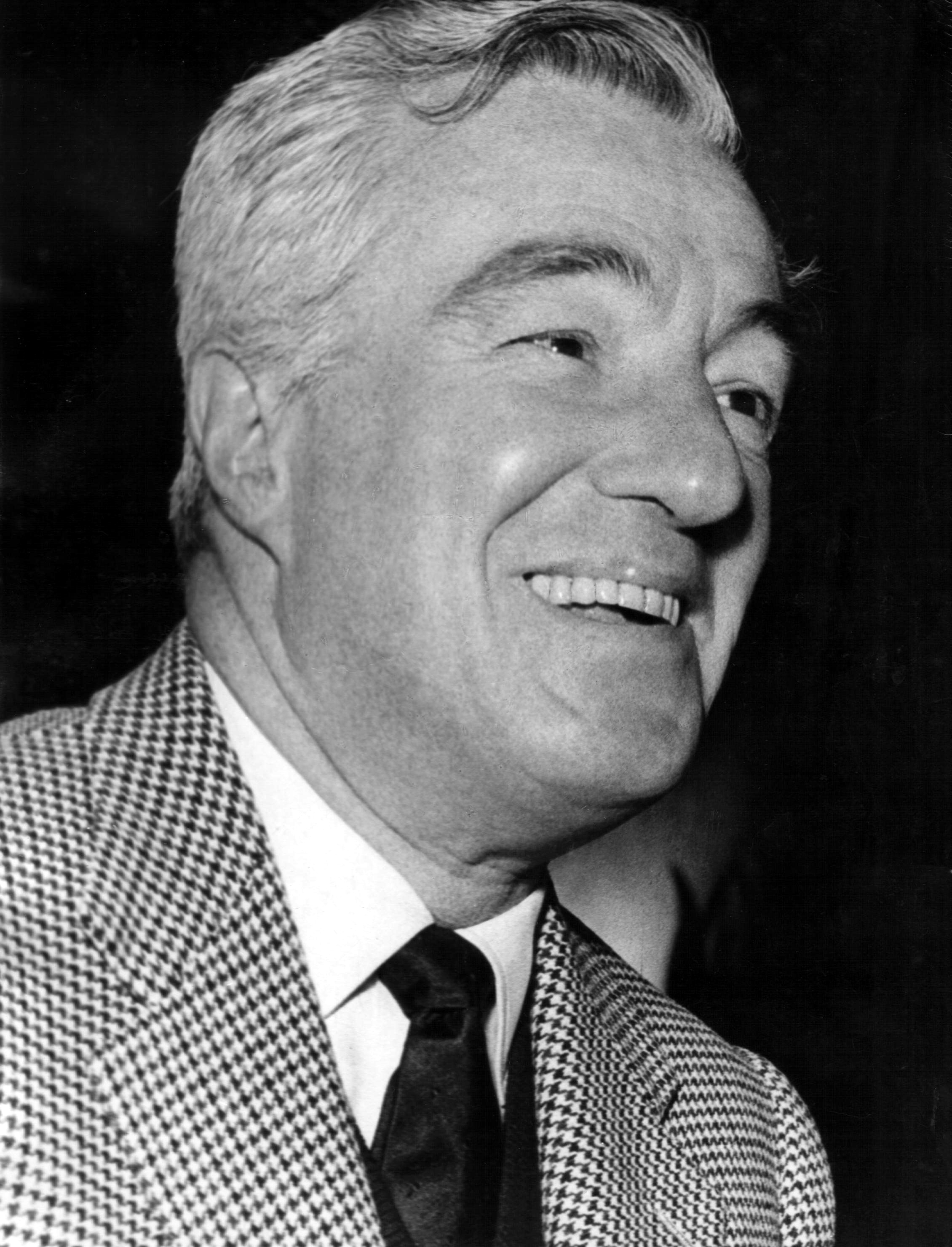
Vittorio De Sica, guanyador del Grand Prix

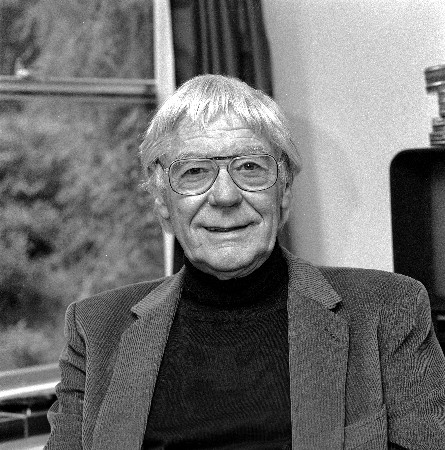
Bert Haanstra, guanyador del Grand Prix

Les següents pel·lícules i artistes foren premiats en 1951:
Pel·lícules
- Grand Prix: 
  - Fröken Julied'Alf Sjöberg
  - Miracle a Milà de Vittorio De Sica
  - Spiegel van Holland de Bert Haanstra
- Premi especial del jurat: All About Eve de Joseph L. Mankiewicz
- Millor Director: Luis Buñuel per Los olvidados
- Millor actriu: Bette Davis per All About Eve
- Millor actor: Michael Redgrave per The Browning Version
- Millor guió: Terence Rattigan per The Browning Version
- Millor música: Joseph Kosma for Juliette ou La clef des songes
- Millor fotografia: José María Beltrán per La Balandra Isabel llegó esta tarde
- Millor direcció artística: Abram Veksler per Musorgskiy
- Premi Especial: The Tales of Hoffmann de Michael Powell i Emeric Pressburger

Curtmetratges
- Premi especial del jurat
  - La Voie Est-Ouest de K. Gordon Murray
  - Ukraine en Fleurs de Mikhail Slutsky
  - Lettonie Soviètique de F. Kissiliov
  - Azerbaidjan Soviètique de F. Kissiliov i M. Dadachev
  - Esthonie Soviètique de V. Tomber i I. Guidine
- Grand Prix du Festival International du Film pour le Meilleur Film Scientifique:
  - La tragedia dell'Etna xs Domenico Paolella